# Chicago Bears 1931
La stagione 1931 dei Chicago Bears è stata la 12ª della franchigia nella National Football League. La squadra non riuscì a migliorare il record della stagione precedente, scendendo a 8-5 e classificandosi terza per il secondo anno consecutivo. Bronko Nagurski e Red Grange furono ancora i trascinatori della squadra con 9 touchdown complessivi (7 di Grange). I punti deboli della squadra furono una linea interna anziana e i problemi nei field goal dopo i ritiri di Paddy Driscoll e dei fratelli Dutch e Joey Sternaman. George Halas avrebbe risolto in pochi anni queste problematiche e la squadra sarebbe tornata a vincere il campionato.

## Calendario
| Stagione regolare |                          |                              |           |           |        |
| Data              | Avversario               | Stadio                       | Risultato | Punteggio | Record |
| 18 settembre      | Cleveland Indians        | Loyola Stadium               | V         | 21–0      | 1–0    |
| 27 settembre      | at Green Bay Packers     | Green Bay City Stadium       | S         | 7–0       | 1–1    |
| 11 ottobre        | New York Giants          | Wrigley Field                | V         | 6–0       | 2–1    |
| 18 ottobre        | Chicago Cardinals        | Wrigley Field                | V         | 26–13     | 3–1    |
| 25 ottobre        | Frankford Yellow Jackets | Wrigley Field                | S         | 13–12     | 3–2    |
| 1º novembre       | Green Bay Packers        | Wrigley Field                | S         | 6–2       | 3–3    |
| 8 novembre        | Portsmouth Spartans      | Wrigley Field                | V         | 9–6       | 4–3    |
| 15 novembre       | at New York Giants       | Polo Grounds                 | V         | 12–6      | 5–3    |
| 22 novembre       | at Brooklyn Dodgers      | Ebbets Field                 | V         | 26–0      | 6–3    |
| 26 novembre       | Chicago Cardinals        | Wrigley Field                | V         | 18–7      | 7–3    |
| 29 novembre       | at Portsmouth Spartans   | Portsmouth Universal Stadium | S         | 3–0       | 7–4    |
| 6 dicembre        | Green Bay Packers        | Wrigley Field                | V         | 7–6       | 8–4    |
| 13 dicembre       | New York Giants          | Wrigley Field                | S         | 25–6      | 8–5    |

## Futuri Hall of Famer
- Red Grange, back
- Link Lyman, tackle
- Bronko Nagurski, fullback/tackle
- George Trafton, centro